# Трощило, Александр Дмитриевич
Алекса́ндр Дми́триевич Трощи́ло (16 января 1960, Минск) — советский легкоатлет, чемпион мира в эстафете 4×400 метров. Заслуженный мастер спорта СССР (1988). В настоящее время является главным тренером сборной Беларуси по лёгкой атлетике.

## Карьера
На чемпионате мира 1983 года Александр вместе с Сергеем Ловачёвым, Николаем Чернецким и Виктором Маркиным завоевал золотую медаль в эстафете 4×400 метров.
На чемпионате Европы 1982 года сборная СССР в составе Александра Трощило, Павла Рощина, Павла Коновалова и Виктора Маркина заняла 3-е место, уступив командам ФРГ и Великобритании.
Результат, показанный Александром на дистанции 400 метров на соревнованиях «Дружба-84», является национальным рекордом Беларуси.

## Личная жизнь
Окончил Белорусский государственный университет физической культуры.